# Saison 1936-1937 du Stade Malherbe Caen
Chronologie
Saison précédente Saison suivante
La saison 1936-1937 du Stade Malherbe de Caen est la troisième saison professionnelle du club. 
Elle manque de peu ne pas se terminer, puisque le club, à partir de mars 1937, est dans l'incapacité de faire face à ses frais. Il faut l'aide de la mairie de Caen et de ses supporters pour que les moyens financiers permettent au club de terminer la saison.

## Transferts

### Arrivées
| Nom      | Poste     | Nationalité sportive | Transfert | Provenance       |
| -------- | --------- | -------------------- | --------- | ---------------- |
| Belhadj  | ailier    | France               |           | AS Boufarik      |
| Chloupek | attaquant | Autriche             |           | RC Strasbourg    |
| Guelle   |           | France               |           | Caen             |
| Schubert |           | France               |           | OGC Nice         |
| Urbanski | attaquant | France               |           | US Auberchicourt |
| Dider    | gardien   | France               |           | RU Alger         |

### Départs
| Nom    | Poste | Nationalité sportive | Transfert | Destination    |
| ------ | ----- | -------------------- | --------- | -------------- |
| Falize |       |                      |           |                |
| Fzat   |       |                      |           | Havre AC       |
| Kohut  |       | Hongrie              |           | Montpellier SO |
| Lopez  |       | France               |           | Longwy         |
| Szepes |       |                      |           |                |
| Torres |       |                      |           |                |

## Effectif

### Joueurs utilisés
| Nom               | Poste     | Nationalité sportive | Date de Naissance | Lieu de Naissance |
| ----------------- | --------- | -------------------- | ----------------- | ----------------- |
| Belhadj           | Ailier    |                      |                   |                   |
| Franz Chloupek    | Attaquant |                      |                   |                   |
| Guelle            |           |                      |                   |                   |
| Schubert          |           |                      |                   |                   |
| Urbanski          | Attaquant |                      |                   |                   |
| Dider             | Gardien   |                      |                   |                   |
| Émile Lopez       | Défenseur |                      |                   |                   |
| Vlastimil Borecký | Milieu    |                      |                   |                   |
| Kada Moulay       | Attaquant |                      |                   |                   |
| Victor Uzan       | Attaquant |                      |                   |                   |
| Albert Rode       | Attaquant |                      |                   |                   |
| Jan               | ...       |                      |                   |                   |
| Deruaz            | ...       |                      |                   |                   |
| Schilleman        | ...       | .                    |                   |                   |
| Samek             | ...       |                      |                   |                   |
| Michel            | ...       |                      |                   |                   |
| Chloupek          | ...       |                      |                   |                   |
| Pietri            | ...       |                      |                   |                   |
| Bernaz            | ...       |                      |                   |                   |
| Guérin            | ...       |                      |                   |                   |
| Genestar          | ...       |                      |                   |                   |
| Maës              | ...       |                      |                   |                   |

## Les rencontres de la saison

### Championnat de deuxième division
| Date              | Journée | Adversaire            | Lieu   | Score  | Buteurs SMC                           | Classement |
| ----------------- | ------- | --------------------- | ------ | ------ | ------------------------------------- | ---------- |
| 6 septembre 1936  | 1re     | US Valenciennes-Anzin | Dom.   | 1-2    | Uzan                                  | 12e        |
| 13 septembre 1936 | 2e      | RC Lens               | Ext.   | 4-0    |                                       | 14e        |
| 20 septembre 1936 | 3e      | AS Saint-Etienne      | Dom.   | 1-0    | Uzan                                  | 13e        |
| 27 septembre 1936 | 4e      | AS Troyes             | Ext.   | 2-2    | Bernaz, ?                             |            |
| 4 octobre 1936    | 5e      | SO Montpellier        | Dom.   | 0-0    |                                       |            |
| 11 octobre 1936   | 6e      | RC Calais             | Dom.   | 3-0    | Chloupek (2), Samek                   | 8e         |
| 18 octobre 1936   | 7e      | Le Havre AC           | Ext.   | 3-0    |                                       |            |
| 25 octobre 1936   | 8e      | Stade de Reims        | Ext.   | 2-2    |                                       | 12e        |
| 1er novembre 1936 | 9e      | USL Dunkerque         | Dom.   | 3-1    |                                       | 6e         |
| 11 novembre 1936  | 10e     | US Boulogne           | Ext.   | 1-0    |                                       | 9e         |
| 22 novembre 1936  | 11e     | FCO Charleville       | Dom.   | 1-3    | Uzan                                  |            |
| 9 décembre 1936   | 12e     | Olympique d'Alès      | Ext.   | 3-0    |                                       | 9e         |
| 13 décembre 1936  | 13e     | Amiens SC             | Ext.   | 0-0    |                                       | 10e        |
| 25 décembre 1936  | 14e     | CA Paris              | Dom.   | 1-2    | Jan                                   | 12e        |
| 27 décembre 1936  | 15e     | Exempt                | Exempt | Exempt | Exempt                                | 13e        |
| 1er janvier 1937  | 16e     | FC Nancy              | Ext.   | 2-3    |                                       | 12e        |
| 3 janvier 1937    | 17e     | US Valenciennes-Anzin | Ext.   | 3-0    |                                       | 13e        |
| 10 janvier 1937   | 18e     | OGC Nice              | Dom.   | 1-2    | Guérin                                | 14e        |
| 28 mars 1937      | 19e     | Stade de Reims        | Dom.   | 1-1    | Sameck                                |            |
| 31 janvier 1937   | 20e     | AS Saint-Etienne      | Ext.   | 9-2    | Samek, Chloupek                       | 15e        |
| 14 février 1937   | 21e     | AS Troyes             | Dom.   | 2-0    | Genestar, Chloupek                    |            |
| 21 février 1937   | 22e     | FC Nancy              | Dom.   | 1-0    | Uzan                                  | 14e        |
| 9 mai 1937        | 23e     | RC Calais             | Ext.   | remis  | 2-3                                   | 8e         |
| 7 mars 1937       | 24e     | SO Montpellier        | Ext.   | 1-0    |                                       | 13e        |
| 14 mars 1937      | 25e     | Havre AC              | Dom.   | 5-3    | Samek, Guérin (2), Chloupek, Genestar | 13e        |
|                   | 26e     |                       |        |        |                                       |            |
|                   | 27e     |                       |        |        |                                       |            |
|                   | 28e     |                       |        |        |                                       |            |
|                   | 29e     |                       |        |        |                                       |            |
| 2 mai 1937        | 30e     | Olympique d'Alès      | Dom.   | 1-0    | Guérin                                | 9e         |
| 6 mai 1937        | 31e     | CA Paris              | Ext.   | 2-1    | Genestar                              | 9e         |
| 16 mai 1937       | 32e     | exempt                |        |        |                                       |            |
| 23 mai 1937       | 33e     | RC Lens               | Dom.   | 0-2    |                                       |            |

### Classement
| #  | Club             | Joués | V  | N  | D  | bp:bc | +/- | Points |
| -- | ---------------- | ----- | -- | -- | -- | ----- | --- | ------ |
| 1  | RC Lens          | 32    | 23 | 4  | 5  | 86-46 | +40 | 50     |
| 2  | Valenciennes FC  | 32    | 18 | 9  | 5  | 72-53 | +19 | 45     |
| 3  | AS Saint-Étienne | 32    | 19 | 2  | 11 | 98-50 | +48 | 40     |
| 4  | Le Havre AC      | 32    | 14 | 8  | 10 | 68-50 | +18 | 36     |
| 5  | OGC Nice         | 32    | 15 | 5  | 12 | 52-41 | +11 | 35     |
| 6  | FCO Charleville  | 32    | 16 | 5  | 12 | 47-50 | +3  | 35     |
| 7  | US Boulogne      | 32    | 14 | 4  | 14 | 54-49 | +5  | 32     |
| 8  | SM Caen          | 32    | 12 | 7  | 13 | 44-53 | -9  | 31     |
| 9  | Olympique d'Alès | 32    | 11 | 8  | 13 | 49-51 | -2  | 30     |
| 10 | AS Troyes        | 32    | 13 | 4  | 15 | 54-63 | -9  | 30     |
| 11 | Amiens SC        | 32    | 8  | 14 | 10 | 48-56 | -8  | 30     |
| 12 | USL Dunkerque    | 32    | 11 | 7  | 14 | 59-63 | -4  | 29     |
| 13 | SO Montpellier   | 32    | 11 | 6  | 15 | 58-55 | -3  | 28     |
| 14 | CA Paris         | 32    | 10 | 6  | 16 | 41-62 | -21 | 26     |
| 15 | FC Nancy         | 32    | 9  | 6  | 17 | 44-64 | -20 | 24     |
| 16 | Stade de Reims   | 32    | 8  | 7  | 17 | 46-66 | -20 | 23     |
| 17 | Calais RUFC      | 32    | 9  | 2  | 21 | 42-90 | -48 | 20     |

# position ; V victoires ; N match nuls ; D défaites ; bp:bc buts pour et buts contre
 Victoire à 2 points

### Coupe de France
| Date             | Tour | Adversaire | Lieu    | Score | Buteurs SMC   | Public |
| ---------------- | ---- | ---------- | ------- | ----- | ------------- | ------ |
| 20 décembre 1936 | 16e  | FC Lorient | Lorient | 1-2   | Maës, Le Bris |        |
| 17 janvier 1937  | 32e  | Red Star   | Rennes  | 1-3   | Maës          | 3 000  |